# VooDoo de La Nouvelle-Orléans
Stade
Les VooDoo de La Nouvelle-Orléans (en anglais : New Orleans VooDoo) sont une franchise américaine de football américain en salle évoluant en Arena Football League entre 2004 et 2008. Basés à La Nouvelle-Orléans (Louisiane), les VooDoo jouaient au New Orleans Arena, enceinte de 16 500 places inaugurée le 19 octobre 1999.
Les VooDoo de La Nouvelle-Orléans furent forfait pour la saison 2006 en raison des dégâts occasionnés par l'ouragan Katrina.
Le 13 octobre 2008, le propriétaire Tom Benson a annoncé que l'équipe cesserait ses activités à La Nouvelle-Orléans. Les raisons invoquées étaient « des circonstances affectant la ligue et l'équipe ».
En 2010, l'équipe revient dans la ligue, à la suite de la restructuration de l'Arena Football League.

## Saison par saison
| Saison | Vic.    | Déf.    | Nuls    | Class.            | En playoffs         |         |
| 2004   | 11      | 5       | 0       | 1er NC Southern   | Défaite au 1er tour |         |
| 2005   | 9       | 7       | 0       | 4e NC Southern    | --                  |         |
| 2006   | Forfait | Forfait | Forfait | Forfait           | Forfait             | Forfait |
| Total  | 20      | 13      | 0       | (inclus playoffs) | (inclus playoffs)   |         |